# 머독 미스터리

《머독 미스터리》(The Murdoch Mysteries, 2008년작)는 캐나다의 시티 TV와 CBC에서 방영한 미니시리즈이다.
캐나다 추리작가 모린 제닝스가 1997년부터 연재한 여섯 권의 추리소설을 원작으로 한다. 시즌 1은 빅토리아 시대인 1895년 캐나다 토론토를 배경으로 하며, 형사 윌리엄 머독이 해박한 과학지식으로 사건을 해결해나가는 과정을 통해 당시 캐나다 사회의 어두운 부분 뿐 아니라 오늘날의 사회적 문제까지 다루고 있다.

## 제작진
칼 쿤스 등이 감독했으며, 야니크 비송, 헬렌 조이, 토머스 크레이그, 조니 해리스 등이 출연했다.

## 등장인물
- 윌리엄 머독 형사 (야니크 비송): 노바스코샤 출생의 가톨릭을 믿는 형사이다.당시 기준에서 해박한 과학지식과 직감을 통해 논리적으로 사건을 해결하여, 토머스 브래켄리드 경감의 신뢰를 받고 있다. 알코올 중독자인 아버지가 어머니를 죽게 했다고 알고 있었으나,아버지가 누명을 쓴 사건을 조사하다가 아버지와의 오해와 갈등을 해소한다. 예수회에서 교육을 받아 프랑스어가 유창하며, 유일한 누이는 수녀이다. 개신교가 주류인 19세기 캐나다 사회에서 가톨릭 신자인 윌리엄 머독 형사는 종교가 다르기 때문에, 즉 종교를 이유로 차별을 받아 승진을 하지 못한다.
- 줄리아 오그던 박사 (헬렌 조이): 여성 법의학자이자 병리학자다. 법의학지식이 뛰어나 윌리엄 머독 형사와의 깊은 신뢰로 여러 사건들을 해결하는데 결정적인 역할을 하며, 결국 연애 관계가 된다. 당시의 캐나다에서 흔치 않은 지식인 여성으로서 여권 신장을 위해 많은 노력을 한다.
- 조지 크랩트리 순경 (조니 해리스): 윌리엄 머독형사를 성실하게 돕는 순경이다. 문학적 영감이 뛰어나 경찰이면서도 작가로서 여러편을 성공시킨다.
- 토머스 브래켄리드 경감 (토머스 크레이그): 토론토 경찰서의 경감이다. 처음에는 젊고 가톨릭 신자인 머독 형사에게 빈정거리며 무시했지만, 점차 뛰어난 직감과 해박한 과학 지식을 갖고 있는 그를 자신과 같은 경찰로 존중하고 격려한다. 원작소설에서는 아일랜드 출신 이민자로서 개신교가 주류인 토론토에서 경찰로 승진하기 위해 철저히 자신을 가리고, 자신의 조국인 아일랜드를 식민통치하는 영국과 빅토리아 여왕에 대한 충성심을 보이는 인물로 등장하지만 TV에서는 요크셔 출신으로 나온다. 두 아들과 아내가 있으며 알코올에 의존하는 경향을 보인다.
- 에밀리 그레이스 박사 (조지나 라일리, 시즌 5부터 출연): 줄리아 오그던 박사의 결혼 이후 새로 법의학 담당자가 된다. 조지 크랩트리 순경과 연애 관계로 발전한다.

## 시리즈

### 시즌 1
1. Power
2. Glass Ceiling
3. The Knock Down
4. Elementary, My Dear Murdoch
5. 'Till Death Do Us Part
6. Let Loose the Dogs
7. Body Double
8. Still Waters
9. Belly Speaker
10. Child's Play
11. Bad Medicine
12. The Prince and the Rebel
13. The Annoying Red Planet

### 시즌 2
1. Mild Mild West
2. Snakes and Ladders
3. Dinosaur Fever
4. Houdini Whodunit
5. The Green Muse
6. Shades of Grey
7. Big Murderer on Campus
8. I, Murdoch
9. Convalescence
10. Murdoch.com
11. Let Us Ask the Maiden
12. Werewolves
13. Anything You Can Do...

### 시즌 3
1. The Murdoch Identity
2. The Great Wall
3. Victor, Victorian
4. Rich Boy, Poor Boy
5. Me, Myself and Murdoch
6. This One Goes to Eleven
7. Blood and Circuses
8. Future Imperfect
9. Love and Human Remains
10. The Curse of Beaton Manor
11. Hangman
12. In the Altogether
13. The Tesla Effect

### 시즌 4
1. All Tattered and Torn
2. Kommando
3. Buffalo Shuffle
4. Downstairs, Upstairs
5. Monsieur Murdoch
6. Dead End Street
7. Confederate Treasure
8. Dial M for Murdoch
9. The Black Hand
10. Voices
11. Bloodlust
12. The Kissing Bandit
13. Murdoch in Wonderland

### 시즌 5
1. Murdoch of the Klondike
2. Back and to the Left
3. Evil Eye of Egypt
4. War on Terror
5. Murdoch at the Opera
6. Who Killed the Electric Carriage?
7. Stroll on the Wild Side (Part 1)
8. Stroll on the Wild Side (Part 2)
9. Invention Convention
10. Staircase to Heaven
11. Murdoch in Toyland
12. Murdoch Night in Canada
13. Twentieth Century Murdoch

### 시즌 6
1. Murdoch Air
2. Winston’s Lost Night
3. Murdoch on the Corner
4. A Study in Sherlock
5. Murdoch Au Naturel
6. Murdoch and the Cloud of Doom
7. The Ghost of Queen's Park
8. Murdoch in Ladies Wear
9. Victoria Cross
10. Twisted Sisters
11. Lovers in a Murderous Time
12. Crime & Punishment
13. The Murdoch Trap

### 시즌 7
1. Murdoch Ahoy
2. Tour de Murdoch
3. The Filmed Adventures of Detective William Murdoch
4. Return of Sherlock Holmes
5. Murdoch of the Living Dead
6. Murdochophobia
7. Loch Ness Murdoch
8. Republic of Murdoch
9. Midnight Train to Kingston
10. Murdoch in Ragtime
11. Journey to the Centre of Toronto
12. Unfinished Business
13. The Murdoch Sting
14. Friday the 13th, 1901
15. The Spy Who Came Up to the Cold
16. Kung Fu Crabtree
17. Blast of Silence
18. The Death of Dr. Ogden

## 대한민국에서의 방영
대한민국에서는 교육방송 《세계 명작드라마》를 통해 2008년 4월 20일부터 6월 1일까지 매주 토요일, 일요일 5시 50분부터 50분간 방영되었으며, 2008년9월 4일부터 10월 23일까지 매주 목요일, 금요일 12시10분부터 재방영하였다. 그리고, 역시 교육방송에서 2012년 11월 28일부터 2013년 8월 27일까지 시즌 1~3을 방송하였다.
IPTV인 Mplex에서 2013년 일주일에 2편씩 시즌 1~6를 방영하였다.